# Michel Quesnel
Pour les articles homonymes, voir Quesnel.
Michel Quesnel, né le 11 juin 1942 à Paris, est un prêtre oratorien français, docteur en théologie, bibliste et exégète.

## Biographie
Né à Paris en 1942, Michel Quesnel préparait l’École centrale Paris quand il entra au noviciat de la congrégation de l’Oratoire de Jésus en 1961. Après des études au séminaire oratorien de Montsoult, puis à la Faculté de théologie catholique de Strasbourg, il fut ordonné prêtre le 1er juillet 1969. 
Son goût pour les études bibliques le conduisit à préparer une licence d’Écriture Sainte à l’Institut biblique pontifical de Rome. Pendant ces années, il fut également chapelain de l’église nationale Saint-Louis-des-Français.
Rentré en France, il fut pendant six ans vicaire à la paroisse Sainte-Thérèse de l’Enfant-Jésus à Boulogne-Billancourt (1971-1977) ; après quoi il partit pour l’École biblique et archéologique française de Jérusalem (1977-1978), où il obtint le diplôme d’Élève titulaire.
En 1978 commence sa carrière universitaire qui débuta à l’Institut catholique de Paris et qu’il mena conjointement avec une charge de vicaire à l'église Saint-Eustache de Paris jusqu’en 1988. Il soutint sa thèse de doctorat en théologie à l’Institut catholique de Paris en 1984 : Le baptême et l’Esprit saint dans les Actes des Apôtres, sous la direction du professeur Charles Perrot. Publiée en 1985 sous le titre Baptisés dans l’Esprit : baptême et Esprit saint dans les Actes des Apôtres (éditions du Cerf, 1985), elle fut couronnée par le prix Jean et Maurice de Pange.
Remarqué pour ses qualités académiques et pédagogiques, Michel Quesnel se consacra principalement à la vie universitaire à partir de 1988, date où il devint vice-recteur de l’Institut catholique de Paris (1988-1994), sous le rectorat de Paul Guiberteau puis de Patrick Valdrini. Il était directeur du Département de la recherche de l’Institut catholique de Paris, charge dans laquelle il avait succédé à Joseph Doré devenu archevêque de Strasbourg en 1999, quand il fut élu recteur de l’université catholique de Lyon en 2003.
Ces engagements ne l’empêchèrent pas de consacrer du temps à la Société de l'oratoire de Jésus). Il a fait partie du Conseil général de la Congrégation sous le généralat de Daniel Milon (1979-1984), de Jean Dujardin (1989-1999), et de Gérard Bénéteau (1999-2004).
Recteur de l’Université catholique de Lyon pendant deux mandats successifs (2003-2008 et 2008-2011), il marqua cet établissement dont les effectifs furent multipliés par 1,5 en dix ans. Il inaugura un nouveau site universitaire en 2005 sur la place Carnot et conduisit l’université catholique à être candidate pour racheter l’ancienne prison Saint-Paul à Lyon, mise en vente par les pouvoirs publics. Ce projet fut sélectionné en novembre 2009, ce qui ouvrit pour elle de nouvelles possibilités de développement. C’est aussi sous son rectorat que l’université catholique se vit attribuer une chaire UNESCO en 2007.
En 2007, ses collègues recteurs des instituts et universités catholiques l’élurent président de l'Union des établissements d'enseignement supérieur catholique ([UDESCA), charge qu’il laissa après un mandat de trois ans en 2010. Ces trois années furent marquées par des négociations ardues avec le ministère de l’Enseignement supérieur et de la Recherche, aux côtés de Pierre Tapie, alors président de la Fédération des établissements d'enseignement supérieur d'intérêt collectif (FESIC), et d’autres présidents de fédération, notamment en vue de la reconnaissance des diplômes et de la contractualisation des établissements supérieurs privés associatifs avec l’État.
Depuis septembre 2011, Michel Quesnel est retraité des universités catholiques. Il poursuit son travail intellectuel tout en exerçant la charge de chapelain au sanctuaire Saint-Bonaventure de Lyon. Il a notamment publié, début 2018, un ouvrage de référence sur la Première épître aux Corinthiens. 
Auteur de plus d’une vingtaine d’ouvrages universitaires et destinés au grand public, Michel Quesnel est membre de plusieurs sociétés savantes : la Studiorum Novi Testamenti Societas (SNTS) ; l'Académie européenne des sciences et des arts.
Il est décoré de l’ordre équestre du Saint-Sépulcre de Jérusalem, et il est chevalier de l’ordre national du Mérite.

### Parcours

#### Institut catholique de Lyon

##### Fonctions académiques
- Depuis 2011 : Recteur honoraire
- 2007 - 2010 : Président de l'UDESCA (Union des établissements d'enseignement supérieur catholique), du 1er juillet 2007 au 30 juin 2010
- 2003 - 2011 : Recteur de l'université catholique de Lyon

#### Institut catholique de Paris

##### Responsabilités
- 1984 - 1990 : Responsable du département des études bibliques
- 1988 - 1994 : Vice-recteur de l'Institut catholique de Paris
- 1994 - 2000 : Assesseur du doyen de la Faculté de théologie et de sciences religieuses
- 1996 - 1998 : Directeur adjoint du Cycle des études de doctorat
- 1998 - 2003 : Directeur du Département de la recherche
- 2003 : Nommé professeur et vice-recteur honoraire en 2003

##### Titres
- 1978 - 1979 : Moniteur
- 1979 - 1980 : Assistant
- 1980 - 1985 : Chargé de cours
- 1985 - 1988 : Maître-assistant de 2e classe
- 1988 - 1991 : Maître-assistant de 1re classe
- 1991 - 1994 : Professeur de 2e classe
- 1994 - 2003 : Professeur de 1re classe

### Formation

#### Biblique
- 1971 : Licencié en Écriture sainte, Institut biblique pontifical, Rome
- 1978 : Élève titulaire de l'École biblique et archéologique française (EBAF), Jérusalem (mention Très honorable)
- 1984 : Docteur en théologie, Institut catholique de Paris (Le baptême et l'Esprit saint dans les Actes des Apôtres[4], mention Très bien)

#### Théologique
- Enseignement scientifique (secondaire et supérieur) et séminaire de l'Oratoire.
- 1968 : Bachelier en théologie de l’Institut catholique de Paris, mention Cum laude
- 1969 : Licencié en théologie, Faculté de théologie catholique de Strasbourg

Michel Quesnel collabore à des activités scientifiques au niveau international.
Il est membre de l'Académie européenne des sciences et des arts (Vienne, Autriche), de la Biblical Archeology Society (Washington, USA), de la Studiorum Novi Testamenti Societas (Cambridge, Royaume-Uni), et de l'Association catholique française pour l'étude de la Bible (ACFEB) dont il a été vice-président jusqu'au 30 août 2003.

### Vie ecclésiale
- 1961 : Entré au noviciat de l’Oratoire de France en septembre.
- 1968-1969 : Études au Séminaire international de Strasbourg.
- 1969 : Ordonné prêtre par Mgr Pézeril à Saint-Martin de Pontoise, le 1er juillet.
- 1971- 1977 : Nommé vicaire et membre de la communauté de Sainte-Thérèse de Boulogne-Billancourt.
- 1977 - 1978 : Envoyé pour études à l’École biblique et archéologique française de Jérusalem.
- 1978 - 1991 : Nommé à la communauté de Saint-Eustache de Paris, avec une charge pastorale de vicaire à mi-temps de 1978 à 1987.
- 1991 - 1993 : Nommé à la Communauté de Massillon, Paris.
- 1993 - 2003 : Supérieur de la communauté Pierre de Bérulle, puis membre de la communauté Philippe Neri, à Paris.
- Depuis 2003 : Rattaché à la Communauté oratorienne de Lyon.
- Depuis 2011 : Chapelain à Saint-Bonaventure de Lyon.

## Publications
- Les épîtres aux Corinthiens. Cahiers Évangile 22, paris, éd. Cerf, 1977 (traduit en italien, espagnol, brésilien, portugais)
- Aux sources des sacrements, Paris, éd. Cerf, 1977 (traduit en portugais)
- Comment lire un évangile : Saint-Marc, éd. Seuil, 1984. Réimpression 1991 (traduit en arménien)
- Baptisés dans l'Esprit : baptême et Esprit Saint dans les Actes des Apôtres, Paris, éd. Cerf, 1985
- Petite bible du baptême, Paris, éd. Nouvelle Cité, 1987. 5e édition 1998 (traduit en portugais)
- L'histoire des évangiles, Paris, éd. Cerf, 1987. 2e édition 1988 (traduit en espagnol, italien, slovaque, roumain ; réédité en 2009)[5]
- Jésus-Christ selon Saint-Mathieu, Paris, éd. Desclée de Brouwer, 1991, réimpression 1988 (traduit en espagnol)
- La bible et son histoire, Paris, éd. Nathan, 1991
- Jésus-Christ, éd. Flammarion, coll. « Dominos », 1994 (traduit en portugais, italien, coréen, allemand)
- Les chrétiens et la loi juive : une lecture de l'épître aux Romains, Paris, éd. Cerf, 1998, réédité (édition revue et corrigée) en 2009[6]
- L'éternité qui m'est offerte, éd. Desclée de Brouwer, 1998 (traduit en espagnol)
- Lorsque les livres sont des amis, Paris, Syndicat national de l'édition, groupe des éditeurs de religion, 2000 (choix de textes réalisé pour une Quinzaine du livre religieux)
- La bible de Jérusalem : texte intégral et photographies, éd. La Martinière, 2003
- Jésus-Christ : l'Homme et le fils de Dieu, éd. Flammarion, 2004
- La sagesse chrétienne, un art de vivre, éd. Desclée de Brouwer, 2005 (prix de littérature religieuse 2006)[7]
- Prier 15 jours avec saint Paul, éd. Nouvelle cité, 2008
- Saint Paul et les commencements du christianisme, Paris, éd. Desclée de Brouwer, 2008
- Premières questions sur la Bible, Paris, Desclée de Brouwer, 2010
- Rêver l’Église catholique, Paris, Desclée de Brouwer, 2012
- La grâce du pardon donné : propos d'un confesseur, Paris, Salvator, 2016
- La première épître aux Corinthiens[8], collection « Commentaire biblique : Nouveau Testament[9] », Éditions du Cerf, Paris, 2018, 486 pages ("Avant-propos de l'auteur")
- Paul et les femmes, collection « Apôtre Paul », Paris, Médiaspaul, 2021.
- Paul et l'agir chrétien, Une morale sans commandements ?[10], collection "Paul apôtre", Médiaspaul, 2022.
- Connaître Dieu à travers Jésus, une initiation au Christianisme, éd. Desclée de Brouwer, 2024

Et aussi : 
Participation à de nombreux ouvrages collectifs et à des dossiers de revues, dont :
- codirection de La Bible et sa culture, Paris, Desclée de Brouwer, 2000 (traduit en espagnol et en polonais)
- La Bible de Jérusalem, texte intégral et photographies, Éditions La Martinière, 2003
- L'église Saint-Bonaventure au cœur de la vie lyonnaise, Lyon, Éditions lyonnaises d'art et d'histoire, 2016